# 항공 지도
항공 지도(aeronautical chart)는 수상 이동 수단을 위한 해도나 운전자를 위한 도로 지도처럼 항공기의 항법을 돕기 위해 고안된 지도이다. 항공 조종사는 이 지도와 다른 도구를 사용하여 자신의 위치, 안전 고도, 목적지까지의 최적 경로, 도중에 있는 항법 보조 장치, 비행 중 비상시 대체 착륙 지역, 그리고 라디오 주파수 및 영공 경계와 같은 기타 유용한 정보를 파악할 수 있다. 지구상의 모든 육지에는 지도가 있으며, 해양 횡단 여행을 위한 장거리 지도도 있다.
비행의 각 단계마다 특정 지도가 사용되며, 특정 공항 시설 지도부터 대륙 전체를 아우르는 계기 경로(예: 전 세계 항법 지도)의 개요에 이르기까지 다양한 유형이 있다.
시계 비행 지도는 축척에 따라 분류되는데, 이는 한 지도가 다루는 지역의 크기에 비례한다. 더 넓은 지역을 지도에 나타낼 때는 세부 정보가 필연적으로 줄어든다.
- 세계 항공 지도 (WAC)는 1:1,000,000의 축척을 가지며 비교적 넓은 지역을 다룬다. WAC 적용 범위를 벗어나는 경우, 운용 항법 지도(ONC)를 사용할 수 있다. 이 지도는 WAC와 동일한 축척을 사용하지만 영공 제한과 같은 일부 유용한 정보를 생략한다.
- 섹션 지도는 일반적으로 약 340x340마일의 총 면적을 다루며 지도의 양면에 인쇄된다. 축척은 1:500,000이다.
- VFR 터미널 지역 지도는 대형 공항의 일반적인 주변 지역에 적합한 축척과 범위(1:250,000)로 만들어진다. 이 지도는 혼잡한 영공 지역 내에서 선호되는 VFR 비행 경로를 나타낼 수 있다.

## 계기 비행 규칙 하의 사용
항공기가 계기 비행 규칙 (IFR) 하에서 비행할 때, 조종사는 지상에 대한 시각적 참조가 없는 경우가 많으므로 GPS 또는 VOR과 같은 외부 보조 장치에 의존하여 항법해야 한다. 일부 상황에서 항공 교통 관제가 항공기의 경로를 지시하기 위해 레이더 벡터를 발행할 수 있지만, 이는 주로 교통 흐름을 용이하게 하기 위함이며, 항공기가 착륙 접근을 시작하는 위치와 같은 중요한 지점까지 항법하는 유일한 수단이 되지는 않는다.
IFR 비행에 사용되는 지도에는 다양한 유형의 전자 비콘에서 측정값을 통해 정의되는 "픽스"로 알려진 경유지의 위치와 이 경유지를 연결하는 경로에 대한 풍부한 정보가 포함되어 있다. IFR 지도에는 제한된 지형 정보만 포함되어 있지만, 경로에서 사용 가능한 최소 안전 고도는 표시된다.
항로 저고도 및 고고도 지도는 주변에서 필요한 항법 정보 밀도에 따라 축척이 달라져서 발행된다.
IFR 지도 정보는 종종 비행 관리 시스템 또는 오토파일럿에 프로그램되어 비행 계획을 따르거나 (벗어나는) 작업을 용이하게 한다.
표준 터미널 도착 도표, 표준 계기 이륙 도표 및 기타 문서와 같은 터미널 절차 간행물은 계기 능력을 갖춘 각 승인된 공항에서의 도착, 출발 및 택시에 대한 상세 정보를 제공한다.

## 지도의 출처
항공 지도는 고정 기지 운용업체 (FBO), 인터넷 공급원 또는 항공 장비 카탈로그에서 구매할 수 있다. 또한 연방항공국 웹사이트에서 온라인으로 볼 수도 있다.

## 같이 보기
- 항공 관련 문서 색인
- 이동 지도 디스플레이
- 해도
- 세계 항공 지도
- 섹션 지도
- 터미널 지역 지도
- 표준 터미널 도착
- 표준 계기 이륙
- GPS
- 비행 관리 시스템
- 전자 비행 가방
- 구면 삼각법